# ファーストクラス (テレビドラマ)
『ファースト・クラス』または『ファーストクラス』は、2014年にフジテレビ系で放送された沢尻エリカ主演の日本のテレビドラマシリーズ。
第1期『ファースト・クラス』は2014年4月19日から6月21日まで毎週土曜日23:10 - 23:55の「土ドラ」枠で放送された。
第2期『ファーストクラス』（「・」が入らない）は同年10月15日から12月24日まで「水曜22時枠」で放送された。フジテレビによると、同局の連続ドラマシリーズで1クール（3か月）だけ空けて新作が制作されるのは史上初めての試みとなる。また第2期のドラマ放送に先駆け、10月1日から4日にかけて『ファーストクラス・ナイト』とし、菜々緒を主演としたフェイクドキュメンタリー『I AM REMIE〜敏腕編集者レミ絵の多忙な1日〜』や第1期・『ファースト・クラス・ガールズ』が再放送された。

## 概要
ファッション業界で働くことを夢見ながら、東京・下町の衣料材料店で働いていた吉成ちなみがファッション雑誌『ファースト・クラス』の編集部に勤務することになるも、編集部の上司や先輩、専属のファッションモデルから壮絶ないじめに遭う物語を通じ、女性同士のコミュニケーションにおいて、自己の優位性を態度や言葉で主張し上下関係の格付けをしあう「マウンティング」の生態を描くことがテーマとなっており、タイトルの「ファースト・クラス」とはこの上下関係の頂点を意味している。また同時に、吉成ちなみが困難を乗り越え頂点に立つまでを描く「現代版・裏シンデレラストーリー」であることも強調されている。
第2期では舞台を雑誌社からファッションブランド「TATSUKO YANO」へと移し、『ファースト・クラス』編集部員をも交えた業界の舞台裏とマウンティングを描く。
番組冒頭と最後には、主要人物の力関係（1期は8名、2期は11→12名）を示す「マウンティングランキング」が発表され、話の展開に応じて順位が入れ替わっていく。
また、キャラクターの隠された本音をテロップ（字幕放送とは別）で表示する特異な演出も見られる。
第1期の第5・8・9話ではそれに加え、「悪魔の心の声解説」と銘打って、登場人物が副音声で作品を解説するという試みが行われた。内容は本編に比して、パロディやメタ発言、楽屋落ちが連発されるコメディタッチのものとなっており、レミ絵役の菜々緒は「雑音漫才実況」とコメントしている。また、フジテレビ系列での再放送においては第1・2話分の解説が新録され、その収録の様子もメイキングとして公開されている。この副音声に対してはザテレビジョンドラマアカデミー賞で特別賞が授与されている。
パラレルショートドラマ（通称:パラドラ。）『ファースト・クラス・ガールズ』の動画配信をしている。この作品では本編の主人公であるちなみは登場せず、本編の合間に起こったMIINAとERENAの舌戦とそれを取り巻く編集者たちのマウンティングを中心に描き、最後に勝者を決めるというストーリーになっている。本編再放送の際、放送地域によっては余った時間を埋める為に本編終了後にテレビ放送された地域もあった。
パラドラ以外にも、トーク番組の体裁を取った『ファースト・クラス・ゴシップ』と、レミ絵の暴言をピックアップした『ファースト・クラス・増刊号』がyoutubeで配信されている。
視聴率は関西、特に西日本が好調であり第1シリーズ第2話では12.4%を記録し、土ドラ枠での最高視聴率を更新した。

## あらすじ

### 第1期（あらすじ）

#### 第1話 - 第6話
ファッション業界で働くことを夢見ながら、下町の衣料材料店「Tokai」で販売員をしていた吉成ちなみは、ひょんなことから有名ファッション誌『ファースト・クラス』を発行する大手出版社・詢香社（じゅんこうしゃ）でインターンとして働くチャンスを得る。自分には一生縁が無いと思われた「夢の世界」に胸を弾ませるちなみであったが、一見きらびやかなその世界にあったのは、野望を抱いた女たちが金・仕事・男・服のセンスなど様々な要素で互いを値踏みし、蹴落とし合うマウンティング（人間の格付け）地獄であった。
コネも経験もないちなみはあっという間に編集部で最下位の存在とされ、慣れない仕事や先輩の嫌がらせに苦しめられる。夢を破られ一時は辞めようと考えるちなみであったが、編集長の大沢留美から「ここには仲間はいない」「勝った人間だけが夢を見る権利を得る」と告げられ、ちなみは悪意渦巻く編集部で生き残っていくことを決意する。

#### 第7話 - 最終話
様々なトラブルや罠を乗り越え、編集部で生き延びてきたちなみ。そんな中、詢香社では『ファースト・クラス』の副編集長であった八巻小夏が新雑誌『プエルト』を立ち上げ、大沢に反旗を翻す。しかも詢香社では売り上げの伸び悩むファッション雑誌事業を再編する動きがあり、この2誌のうち売上対決で負けた方を廃刊させることが決定された。
そんな中、突如ちなみは『プエルト』の副編集長に抜擢される。洗礼としてこれまでのやり方を全否定され落ち込むちなみだったが、ついに甘い考えを捨てエディターとしての自覚を持つ。やがて編集部内のマウンティングを制したちなみは自らの雑誌、ひいては詢香社そのものの生き残りをかけた激しいバトルに巻き込まれる。

### 第2期（あらすじ）

#### 第1話 - 第3話
かつて女性の憧れであったファッションブランド「TATSUKO YANO」では、創始者の矢野竜子が一線を退いたことやデザイナー同士の内紛などが重なり、経営危機に陥っていた。この状況を打破するためにやって来たクリエイティブディレクターの廣木リカが新人デザイナーとしてちなみをスカウトする。しかしTATSUKO YANOにも、野望を抱いた女達の“マウンティング”と、それに翻弄される男たちの不毛な戦いがあった。ちなみはエディター時代に培った知性とたくましさでマウンティング地獄に立ち向かう決意をし、自身に興味を持つ間宮充を利用して優位に立つが、デザインした服の盗作騒動によって再び最下位に転落する。
事態を裏で操っていた廣木に対し、ちなみは利害の一致するデザイナー陣の協力を取り付け徹底抗戦するも、その動きすら読んでいた廣木と間宮により服の発売は阻止される。またちなみがデザインした服の化学薬品問題が新たに発覚したことが引き金となり、TATSUKO YANOはNGSホールディングスに買収され、ちなみは受付嬢への人事異動という形でデザイナーの道を断たれた。

#### 第4話 -  第6話
TATSUKO YANOは買収され、新たなCEOとして廣木が就任する。ブランドを追われたちなみを嘲笑するデザイナー陣だったが、廣木が「デザイナーの半数をリストラする」という方針を伝えるとその態度は一変。女たちは生き残りのために同盟を組み、間宮への取り入りを試みるなど行動を開始する。一方、受付嬢として屈辱的な扱いを受けるちなみも諦めず、ファッションの現場に戻るために策を練る。全員が廣木を陥れるネタを探すが、廣木は佐丹野を除く全デザイナーを左遷するという判断を下した。
それから一週間後、廣木は新しいブランドライン「tatsuko yano japan」を立ち上げることを宣言し、ちなみ達が勤務時間外に作った服をプレゼンして買い手が付けば、新ブランドのデザイナーとして全員を再雇用するという賭けを持ちかける。だが、それは「4人全員参加の上、1人でも裏切り者が出たら無効」という条件付きで、ちなみはその監視役を任される。スキャンダルを潰すためのデマであると見抜いたデザイナー陣は協力を拒み、廣木への不信からまとまりに欠けるデザイナー達だったが、やがて初心を思い出したさくらの改心をきっかけに全員が団結するようになる。完成した服のクオリティーの高さに心を動かされた廣木は本当にバイヤーを手配し、tatsuko yano japanは現実のものとなる。

#### 第7話 - 第8話
NGSホールディングスの株主総会に、竜子が突然姿を現し、政治家への多額な献金疑惑を問い詰める。それにうろたえる蘭子を尻目に間宮は蘭子を更迭し、自身がCEO代理を務める事を発表。
蘭子のCEO辞任に驚きを隠せないTATSUKO YANOのスタッフに新しい仕事があると提案してきた間宮。それは、TATSUKO YANOとtatsuko yano japanそれぞれが、NGSのファストファッションブランドショップでTシャツを販売するというもの。2つのブランドが、売り上げを競い、敗北したブランドは消滅させると発言。その人員の振り分けは圧倒的に不利なものであり、ちなみは廣木に抗議をする。しかしそれを見ていたさくらと久志は、自分たちが認められていないことに不満を感じ、やる気をなくす。ちなみは「TATSUKO YANOのブランド内で争っても、ファッション業界のためにはならないんじゃないか?」と廣木に訴えるも、「身内で戦って負ける者は、外へ出ても戦えない。今回は本気で戦う」と宣言。
ちなみを応援してくれたMIINAや白雪のおかげで自身の間違いに気付く。さくらと久志を飲みに誘い、それぞれの目指す場所は違っても多くの人を笑顔にする洋服作りの原点は同じだと、お互いの気持ちを確かめ合う。そして、オリジナリティ溢れる、tatsuko yano japanのTシャツを作り、ノルマの5000枚を見事完売させて勝利する。しかし、間宮がNGSの子会社から、ちなみチームのTシャツを買い占めるという不正を行っていた事を廣木がかぎつけ、証拠をつきつけ間宮を問いつめるも、「廣木がこの不正を暴露すれば、ちなみも地獄へ落ちる」と言われ、今回の不正に関して目を瞑る代わりにちなみをブランドのトップに就任させ、その上で全スタッフをtatsuko yano japanに残すよう廣木は間宮と交渉し、ブランドを去る。
ちなみ率いる新生tatsuko yano japanは順調に販路を拡大し、スタッフの間にもまとまりが生まれつつあった。だがそこに隆太郎が現れ、竜子が再び立ち上げようとしている新ブランド「TATSUKO YANO（ORIGINAL）」に引き抜こうとする。ちなみはスタッフ達の将来を考えた上で、隆太郎に「引き抜いた彼らに望み通りの仕事をさせる」かどうかを問い詰め、引き抜き候補から外されていた薫・千冬もTATSUKO YANO（ORIGINAL）で雇用することを約束させる。最後の仕事として全員でウエディングドレスを完成させた後、ちなみはブランドを去った。
一方、NGSホールディングスは無理な規模拡大が祟り、莫大な負債を隠していることが暴露される。廣木はこのことで間宮を解任しようとするが、間宮はNGSホールディングスを既に負債もろとも売り飛ばしたことを明かす。その相手はF&M JAPANであり、TATSUKO YANO （ORIGINAL）の立ち上げ騒動は服のネット販売で頂点に立とうとしたF&Mの仕組んだものだったのである。

#### 第9話 - 最終話
全てを失ったちなみと間宮。間宮は唯一どこにも売らなかったtatsuko yano japanの登記簿をちなみに渡そうとするが、ちなみは受け取らなかった。職探しをしていたちなみの下にレミ絵が現れ、『ファースト・クラス』で再びアルバイト編集部員として働ないかと強引に誘う。ちなみは大沢たちがtatsuko yano japanを応援しようとしていることを知り、さらにレミ絵から手荒な激励を受け奮起。登記簿を受け取り、間宮と2人で完全受注生産のブランドとしてTATSUKO YANO JAPANを再始動させることを決意する。だがそれは、TATSUKO YANOでしのぎを削ったかつての戦友全てを敵に回す行為だった。
一方、TATSUKO YANO (ORIGINAL)に引き抜かれたデザイナー陣だったが、その実態は竜子の作ったデザインを清書するだけというゴースト同然の仕事内容だった。また隆太郎に「TATSUKO YANO（ORIGINAL）以外のブランドが利益になるような行為があれば即刻解雇」「ここを辞めたら一生業界に居られなくする」という契約を強いられたことで、身動きが取れなくなる。そして竜子自身もスポンサーであるリエコの意向に縛られていた。tatsuko yano japanの再始動を知った隆太郎は、ちなみに妨害行為をする様、ちなみの理解者であるさくらに命じる。
最後のチャンスすら潰され落胆するちなみに、大五郎からのエアメールが届く。手紙に書かれた住所に行ってみると、児童養護施設で子供たちと触れ合う樹の姿があった。樹は日本で捨てられている古着が子供たちの心の支えになっていることを告げ、「お金が無くてもまだできることがある」とちなみを鼓舞する。一方、TATSUKO YANO（ORIGINAL）の面々はリエコの言いなりになることに疑問を持ち、悩んだ末に全員でF&Bの傘下を離れtatsuko yano japanに合流する。養護施設での体験からある奇策を思いついたちなみは、「TATSUKO YANO最後のファッションショー」に全てを賭けることを決める。
数か月後、ファッションショーが功を奏してTATSUKO YANOは蘇り、そこには小競り合いを続けながらも活き活きと服を作るデザイナーたちの姿があった。一方、ちなみは独自の子供服ブランド「chinami yoshinari with orchid」のデザイナーとして旅立ち、傍には瀧川蘭子がアシスタントとして居た。この二人の女性は悪女イレブンは不毛な「マウンティング」地獄から抜け出してそれぞれの夢に向かって動き出し、存在意義が無くなったマウンティングランキングは跡形もなく消えていくのだった。

## 主たる登場人物

### キャスト（第1期）

#### 主人公
吉成 ちなみ（よしなり ちなみ）〈26 → 27〉
演 - 沢尻エリカ（幼少期：藤田彩華）
1987年12月19日生まれ。
衣料材料店「Tokai」販売員 → 『ファースト・クラス』アルバイト編集部員 → 『プエルト』副編集長 → 『ファースト・クラス』編集長
虐げられるシンデレラ 。レミ絵曰く「彼氏にセーター編んでプレゼントするタイプ。天然記念物 、顔80点、総合60点」。栃木県宇都宮市 出身。
ファッション業界を志望して服飾系の専門学校を卒業後、衣料材料店の販売員として働いていたが不況の煽りで閉店することになり、大沢の母・美佐枝の口添えでインターン （見習い）として詢香社で働けるチャンスを貰う。
編集部でのマウンティングでは圧倒的な最下位で、先輩や専属モデルからの壮絶な嫌がらせを受けるが、持ち前の前向きさで困難を乗り越えて行く。
新雑誌『プエルト』の副編集長に抜擢されるが、小夏にこれまでの仕事の仕方やファッションなどを全否定され、同時にエディターとしての責任を問われたことにより、他人を思いやる甘い考え方を捨てた。大沢の退職後、彼女の推薦で『ファースト・クラス』新編集長に就任した。
『ファースト・クラス』最終号を作るという仕事を全うし編集部を退職。自分の理想とする服を作る側に回るため、服飾デザイナーに転職する。
番組サブタイトルやナレーションでは一貫して役名ではなく「沢尻エリカ」と呼ばれている。
マウンティングランキングは8位 → 7位 → 6位 → 8位 → 6位 → 6位 → 3位 → 1位 → 1位 → 8位 （最終話では小さなファッションブランドにインターンとして入り、「8位」（最下位）にランキングされたところでドラマが締められている。）

#### 詢香社
詢香社→ F&M Japan
業界第4位のファッション誌『ファースト・クラス』を発行する大手出版社。大手外資系出版社・ファスベンダー&マッカートニー・ジャパン（略称：F&M Japan）に買収された。雑誌名は「一流の女性」を意味している。
エディター（編集部員）
大沢 留美（おおさわ るみ）〈41 → 42〉
演 - 板谷由夏
『ファースト・クラス』編集長 → 「F&M Japan」グローバルコンサルティング事業部部長
業界の絶対的女王。東京都杉並区出身。旧姓：中山。編集部はおろか日本のファッション界の頂点に君臨するカリスマ的存在。厳格な性格で、洞察力と観察力に優れている。離婚歴があり、現在の夫は10歳年下のファッションデザイナー。
ちなみを厳しく指導しつつも、常に的確な助言をする。後に編集長の座をちなみに譲り、退職した。その後、小夏と共にF&M Japanの社員として詢香社を訪れる。実は『ファースト・クラス』がいずれ存続の危機に陥ることを予見しており、チャンスを与えた全ての社員に対し「その時の編集長に救う価値があると判断した場合には、全力で力を貸してほしい」と伝えていた。その上で、そもそもこの買収話はファッションについて真剣に考えようとしない秋葉を社長の座から引き摺り下ろし、雑誌を立て直すために自ら計画したことが判明した。
ファッション業界を志すようになったのは、小夏と同じく『Olive』がきっかけになった様子。その後、復活した『ファースト・クラス』の編集長に復帰する。その際、ちなみにも連絡を取るが応じてもらえなかった。
マウンティングランキングは1位 → 1位 → 1位 → 1位 → 1位 → 1位 → 2位 → JOKER → JOKER（位置的には最下位だが順位表示が消滅し、JOKERの文字が上書きされていて、その時点において「女の戦いから降りた者」のことを指す。）
第2期では受付嬢になったちなみに助言と警告を送っている。廣木の親友であり、彼女が作った「世界に通用する日本のファッションブランド」をメディアの側からバックアップすることを互いの約束としていた。廣木との約束を果たす為、F&M Japanを離れる。
八巻 小夏（やまき こなつ）〈41 → 42〉
演 - 三浦理恵子
『ファースト・クラス』副編集長 → 『プエルト』編集長 → 「F&M Japan」グローバルコンサルティング事業部部長アシスタント
隠れ肉食系性悪女子。大沢とは同期。東京都八王子市出身。大沢に「なぜファッション業界に入ったのか」と尋ねられた際に、『Olive』という雑誌が好きだったからと語っている。
所帯持ちで、小学6年生の娘がいる。家事と仕事の両立を完璧にこなしているが、そのためによく部下に仕事を押し付けている。明るく女性的で、いつも笑顔を絶やさないが、実は大沢にライバル心を抱き編集長の座を狙う野心家でもある。長い間大沢には面従腹背を貫いていたが、新雑誌『プエルト』を創刊するに当たり、とうとう彼女に反旗を翻す。
ちなみが自分にとって「使える人間」だと思うと何かと応援し気にかける素振りを見せるが、心の声では「私に感謝しなさい」などと恩着せがましい面がうかがえる。裏で金を使ってスタッフを抱えていた事が明るみに出て、その事実を知ったちなみが小夏と癒着していた秋葉に圧力をかけたことで『プエルト』は廃刊、退職した。その後、F&M Japanの社員として詢香社を訪れる。
マウンティングランキングは2位 → 2位 → 2位 → 2位 → 2位 → 2位 → 1位 → JOKER → JOKER
第2期では引き続き『ファースト・クラス』副編集長に就いていたが、大沢について行く形で辞職する。
木村 白雪（きむら しらゆき）〈31 → 32〉
演 - 田畑智子
契約社員。『ファースト・クラス』編集部員 → フリーライター
叩き上げハングリーモンスター。京都府出身で普段は関西弁で会話する。入社当初に壮絶ないじめに遭った経験からハングリー精神と上昇志向が強く、現在の契約社員としての立場に不満を抱える。
努力をしない無能な正社員が許せないため、レミ絵とは不仲。MIINAとはビジネスパートナーで、レミ絵・ERENAペアの上を行くべく奮闘している。
自分の地位を脅かす可能性のあるちなみを妬み、様々な嫌がらせをするが、MIINAの一連の騒動の際にちなみの働きにより窮地を救われたことで「仲良くする気はないが、対等なライバルとして認める」と言い、一旦は和解する。その後詢香社を退職し、フリーライターに転身した。『ファースト・クラス』が廃刊の危機に陥った時は、無償で働いてくれる人たちを集めてきた。
マウンティングランキングは7位 → 8位 → 8位 → 6位 → JOKER → JOKER → JOKER → JOKER → JOKER
第2期では思うようなTシャツのデザインが書けず、さくらや久志の協力を得られないまま困り果てるちなみに、アドバイスを送る。
川島 レミ絵（かわしま レミえ）〈24 → 25〉
演 - 菜々緒
正社員。『ファースト・クラス』編集部員。
腰掛系の腹黒コネ入社。アメリカ・ロサンゼルス出身。美人だが、腹黒い性格。2歳の時に帰国したため英語は話せないが、あくまで自分は「帰国子女」だと言い張る。大手商社の役員である父親の縁故採用で詢香社に入社した。ERENAの熱愛報道をでっち上げるために父親経由で相手の男性を紹介するなど、徹底的にコネを利用している。ファッションや雑誌は好きだが、熱心に仕事をする事を軽視しており、『ファースト・クラス』の仕事も腰かけぐらいにしか思っていないため、仕事熱心な白雪とは互いに嫌いあっている。
利用価値の有無で人付き合いをし、ビジネスパートナーのERENAとは表向き親しいが、実際は利用していただけだった。樹に対しても「カメアシごときが」などと見下す発言をするが、彼が大企業の御曹司だと知ると態度を一転させ、言葉巧みに樹に取り入ろうとする。ちなみに対しては当初眼中になかったが、次第に頭角を現す彼女を妬み、罠を仕掛ける。
ERENAのスキャンダルについて全てを明かし、結果的に『ファースト・クラス』を潰す原因を作るも、仕事に関しては有能だったため、最後には再び『ファースト・クラス』編集部に復帰している。
内心では強烈な罵詈雑言を吐いており、特にちなみに対する罵倒の語彙は豊富で、ファースト・クラス増刊号として『悪女レミ絵の金言・暴言・罵詈雑言』などの動画がアップされている。
マウンティングランキングは5位 → 5位 → 7位 → 5位 → 5位 → 4位 → 5位 → 2位 → 2位
第2期では「雑誌社時代にちなみの息の根を止めなかった」ことを姉・ナミ絵に責め立てられ、姉妹でタッグを組んでちなみを潰そうとする。ナミ絵の事は畏怖しているが、彼女の弱みを握った途端、腹黒い本性を見せている。雑誌の「ショップ店員体験」を押し付ける形で久々にちなみに嫌がらせをするが、結果的に彼女が再起するきっかけを作っている。最終的には心の声がだだ漏れになるほど動揺していた。彼氏が何人もいるという設定だが本編にその彼氏は1度も登場していない。
小杉 綾奈（こすぎ あやな）〈22〉
演 - 田中美麗（SUPER☆GiRLS）（第2期第9話）
『ファースト・クラス』編集部員 → 『プエルト』編集部員。東京大学理科III類卒で、夫は2年先輩のデイトレーダー。
本編ではマウンティングランキングに参加していないが、『ファースト・クラス・ガールズ』では、レミ絵や白雪を翻弄したり、美味しい所だけを持っていったりと、強かな性格などが描かれている。

専属モデル
MIINA → 鈴木 良子（すずき よしこ）〈25 → 26〉
演 - 佐々木希
社内のNo.1専属モデル → 『ファースト・クラス』編集部員。
危険なワガママピュア女。群馬県高崎市出身。ギャル時代の雑誌モデルから『ファースト・クラス』のセンターモデルにまで登りつめた。幼少期はショップはおろかコンビニもないような片田舎で育ち、稀に手に入るファッション雑誌を読み耽る地味な少女だった。傍若無人かつ自己中心的で突飛な言動も多いが、根は純粋なため周囲を畏怖・困惑させる。ERENAから敵対視されており、彼女から「オバサン」と呼ばれる。
実は過去に肥満体型だった為に虐められていた事があり、太ることを恐れるあまり摂食障害に陥り、発売禁止になった海外のダイエット・ピルを過剰に摂取している。ちなみの連載企画のトップを務めるはずだったが、摂食障害とサプリ依存による肝機能の低下で倒れる。
さらに強制入院したことがマスコミの報道で明らかになり、モデルとしての地位を失う。その後病院からも姿を消すが、失踪している間今までの自分を振り返り、ちなみや白雪の説得もあり、マウンティングに囚われない自分らしい生き方を目指したいと考えてちなみや白雪と和解。新体制の『ファースト・クラス』でモデルとして再出発することを決意する。 『ファースト・クラス』廃刊の危機に陥った時、モデルとしての人生を掛けて、人気投票に出る。『ファースト・クラス』再始動後はモデルを引退し、ERENAのマネージャーとなる。
マウンティングランキングは3位 → 4位 → 3位 → 7位 → 7位 → JOKER → JOKER → JOKER → JOKER
第2期では『ファースト・クラス』編集部員。モデルを引退したことで本名に戻り、エディターに転向した。Tシャツのデザインが決まらないというちなみに春夏アイテムの読者アンケートを送る。
ERENA〈23〉
演 - 石田ニコル（第2期第5話）
社内のNo.2専属モデル → 社内のNo.1専属モデル
したたか系セレブ帰国子女。アメリカ・ロサンゼルス出身。大学までビバリーヒルズで暮らしていたため、英語は堪能。世界的に有名な宝石店のオーナーを父親に持つ令嬢。奔放な反面、狡猾な性格。
自身より年上で田舎育ちでありながら、人気のあるMIINAを蹴落とすため、ビジネスパートナーであるレミ絵と結託して様々な売名行為を行うが、最終的にはMIINAの自滅により実質的にNo.1モデルとなる。
新雑誌創刊に伴い『ファースト・クラス』の専属モデルから『プエルト』に移るが、同誌が廃刊となり立場を失う。その後、MIINAと再度『ファースト・クラス』のセンターモデルの座を賭けて人気投票を行う。実は人気投票の度に父親の財力で雑誌を買い占め、不正投票をしていた。レミ絵がそのことをリークしたことで、『ファースト・クラス』の廃刊が決定してしまった。
マウンティングランキングは6位 → 3位 → 4位 → 3位 → 3位 → 3位 → 4位 → 3位 → 3位
第2期では『ファースト・クラス』のNo.1モデルとして登場し、NGS Holdingsのバックアップで自身がプロデュースするブランド・CLAP CLAPを立ち上げる。だが実態はただの名義貸しで、社内のゴーストデザイナーが製作した服を自身の名前で売っているに過ぎない。

他の部門の専属スタッフ
松田 静香（まつだ しずか）〈35 → 36〉
演 - 遊井亮子（第2期第9話）
フォトグラファー。樹の上司。
カリスマ気取りのサバサバ詐欺。神奈川県伊勢原市出身。数々の雑誌の表紙を任されるほどの人気を持つ。一見ドライだが、生意気なモデルを不細工に撮ったり、私生活が上手くいかないと撮影を止めたりと、公私混同する面もある。
表向きはマウンティングに興味が無く、ちなみの数少ない理解者と思われていたが、実はレズビアンであり、ちなみの体を目当てに接近していた。
8話でちなみをホテルに誘い、キスをしようとしたときに樹が部屋に入り間一髪となった。
マウンティングランキングは4位 → 5位 → 5位 → 4位 → 4位 → 5位 → 6位 → 4位
西原 樹（にしはら いつき）〈26〉
演 - 中丸雄一（第2期最終話）
静香に付くカメラアシスタント → ウクライナ危機の報道カメラマン。
まだ陽を見ぬ王子様。神奈川県横浜市出身。ちなみの恋人。何でもそつなくこなすタイプ。編集部内での扱いは非常にぞんざいで、現在の職場に迷いがある。ちなみがピンチの時に助けてくれる存在で、次第に彼女と惹かれあう。
実は大企業・大東洋製紙の御曹司であり、その事をレミ絵に知られてしまい、彼女の策略でちなみとの関係に溝が出来る。父親の死を機にカメラアシスタントを退職し、一時実家に戻ったが、結局実家を継がず戦場カメラマンとして世界を飛び回る道を選択した。ちなみとも、『ファースト・クラス』最終号の制作時に和解した。
第2期では児童養護施設で暮らす子供達の取材中にちなみと再会する。
磯貝 拓海（いそがい たくみ）〈37 → 38〉
演 - 平山浩行（第2期第9話）
スタイリスト兼ファッションディレクター。
業界一のモテ男。東京都武蔵野市出身。青山に自身の事務所を持つ。美形で有能、ちなみを見守ったり樹の仕事の悩みを聴いたりと、周囲からの信頼も厚い。飄々として中立的な性格だが、人の事を煙に巻いて面白がる面もある。

その他関係者
秋葉（あきば）
演 - 高知東生
社長。小夏と癒着している。後に、会社の横領が発覚して、退任を余儀なくされた。

#### ゲスト
中山 美佐枝（なかやま みさえ）〈65〉
演 - りりィ（第1期第1話・第2期第8話）
大沢の実母。ちなみの友人で元同僚店員。
ミランダ
演 - ジェニー・スキッドモア（第3話）
『ファースト・クラス』のインタビュー記事に登場予定のハリウッド女優。卵の食物アレルギーを抱える。
真田 美也子（さなだ みやこ）
演 - 岩佐真悠子（第4話）
詢香社広告部社員。加賀美真珠と『ファースト・クラス』とのタイアップ企画の担当者。
中井（なかい）
演 - モト冬樹（第5話）
雑貨店の店主。マスコミの撮影・取材は一切お断りの頑固者。
樫本 潤（かしもと じゅん）
演 - hitomi（第7話）
「sophia sarsgaard」クリエイティブディレクター。『プエルト』創刊号に掲載するERENAとの対談インタビューの依頼を受ける。かつては『ファースト・クラス』で、大沢・小夏・拓海と共にエディターとして働いていた。
長峰 麗子（ながみね れいこ）
演 - 高岡早紀（特別出演）（第8話）
ファッション誌『ソフィア』編集長。
藤咲 敦子（ふじさき あつこ）
演 - 湯浅美和子（第8話）
外資系企業のキャリーからヘッドハンティングされ、ファッション誌の編集長に就任した。
リエコ・マッカートニー
演 - LiLiCo（第1期第8話 - 最終話・第2期第8話 - 最終話）
秋葉の後任の社長。F&M Japanの関係者でもある。
第2期では、NGS Holdingsを買収して、TATSUKO YANO ORIGINALを立ち上げる。

### キャスト（第2期）

#### 主人公
吉成 ちなみ（よしなり ちなみ）〈26 → 27〉
演 - 沢尻エリカ（幼少期：藤田彩華）
1987年12月19日生まれ。
新人デザイナー → チーフデザイナー → NGS Holdings受付 → 社長秘書 → tatsuko yano japanクリエイティブディレクター → tastuko yano japanトップ → TATSUKO YANO グループクリエイティブディレクター → chinami yoshinari with orchidデザイナー
ライフロング・ファイター（生涯の戦士）。 廣木に採用され、新人デザイナーとしてファッションブランド・TATSUKO YANOに入社。TATSUKO YANOに入社した理由は「服を作る為」であり、マウンティングや業界で上り詰めることに興味はないが、これまでの経験を活かし、仕事の邪魔になる者は手段を選ばず排除する方針を貫いている。自身がデザインした服の化学薬品問題が引き金となり、TATSUKO YANOがNGS Holdingsに買収され、一旦の責任を取らされる形でNGS Holdings受付への配置転換処分が下される。しかし、廣木からの課題を果たしてtastuko yano japanのデザイナーに復職。後に凪子の任命でクリエイティブディレクターになり、廣木の要望でtatsuko yano japanのトップに就任。だが、TATSUKO YANO (ORIGINAL)立ち上げを機に、他のスタッフが引き抜かれ、1人取り残される。
TATSUKO YANO (ORIGINAL)からの妨害工作で失意に陥っていたが、恋人・樹の励ましで立ち直り、古着を使った服を作り上げた。その後は、独立してファッションブランド「chinami yoshinari with orchid」というブランドを立ち上げ、世界を回るの旅にしている。orchidは英語の蘭科で、吉成ちなみと瀧川蘭子のコラボを意味する。
マウンティングランキングは11位 → 4位 → 7位 → 11位 → 12位 → 3位 → 3位 → 1位 → 12位 → 11位 → 消滅

#### 会社TATSUKO YANO
TATSUKO YANO → tatsuko yano japan → TATSUKO YANO（ORIGINAL）→ TATSUKO YANOグループ
矢野竜子が25歳の時に立ち上げたファッションブランド。黒を基調とした服が特徴。かつては、一時代を築く程の人気を馳せていたが、近年は売上が低迷している。NGS Holdingsに買収され、傘下に入る。新ブランド・ライン「tatsuko yano japan」では、色彩豊かなデザインが採用されている。NGS HoldingsがF&M Japanに買収されたことで、NGS Holdingsの消滅と共に「TATSUKO YANO」「tatsuko yano japan」の両ブランドも消える。
取締役
矢野 竜子（やの たつこ）〈60〉
演 - 夏木マリ
TATSUKO YANO創始者で社長 → 社長解任 → TATSUKO YANO (ORIGINAL)社長 → TATSUKO YANOグループのデザイナー
業界のゴッドマザー。25歳でブランドを立ち上げ一時代を築いてきたが、近年は売上が低迷しており、自身の行く末を見失っている。ブランドカラーである黒い服を好んでよく着ている。知名度と影響力の高さから「ファッション業界のゴッドマザー」と呼ばれる。デザインの一線からはすでに退いており、ブランド決定権を廣木に引き継ぎ、経営に専念する。廣木に信頼を置いているように見せているが、本心は隠している。息子・竜太郎のことは当然大事だが、命がけで守ってきたブランドを任せるには頼りなさすぎるとも思っている。ブランドの買収を機に社長を解任され、取締役留任の誘いも断る。その後F&BにTATSUKO YANO (ORIGINAL)のトップとして担ぎ上げられるが、リエコの方針には従うことが出来ないと表明し、隆太郎にブランドを託した。
マウンティングランキングは1位 → 2位 → 2位 → 3位 → 6位 → 6位 → 6位 → 9位 → 1位 → 1位 → 消滅
矢野 隆太郎（やの りゅうたろう）〈29〉
演 - 淵上泰史
TASTUKO YANO副社長 → 副社長解任 → F&M Japanアパレル事業部部長 → TASTUKO YANO社長
バカ息子を装うピエロ。竜子の息子で後継者。さくらの恋人だが、華とも体の関係を持っていた。かつては母親のビジネスには関わりたくないと思っていたが、ロンドンでのダンサー活動に挫折したことから、帰国してブランド経営に携わる。母・竜子から本当の信頼を得られていないことも分かっており、さくらの魂胆も知っている。軽薄なドラ息子を演じつつ、自身の将来の為に何が最善なのか考えを巡らせている。
ブランド買収に伴い、お飾りの「取締役」に就任させられ、さくら・華からも見限られる。その後蘭子の献金疑惑の情報を餌にリエコに取り入り、F&Mのアパレル事業部部長としてTATSUKO YANO (ORIGINAL)を立ち上げる。だが竜子がリエコに切り捨てられたことで自分のしたかったことを見直し、F&Mの傘下を離れる。ちなみの退職後、新たなTATSUKO YANOの社長となる。バイセクシュアルである。
廣木 リカ（ひろき リカ）〈40〉
演 - 木村佳乃
クリエイティブディレクター → TATSUKO YANO社長 → tasuko yano japan社長 → 社長解任 → 無職
破壊力200%女。ちなみにとって、最大の壁となる人物。大学卒業後、詢香社で雑誌『ファースト・クラス』の編集をしており、先輩・大沢とは現在でも交流がある。その後ファッションブランドの経営コンサルタントとなり、数多くのブランドを再生すべく手腕を発揮してきた才女。経営危機にあるTATSUKO YANOを再生させる為に入社するが、竜子のことを利用している節がある。実は間宮と裏で繋がっており、TATSUKO YANOがNGS Holdingsに吸収されるよう画策し、この先にも陰謀があることを示唆している。しかし、日本のアパレル業界の現状を変えようと奮闘している点はちなみと通じ合っており、敵でありながら互いに利用し合う関係となっている。実は過去に離婚歴があり、山内財閥の権力で娘・YURINAの親権を奪われ、周囲には子供がいることは秘密にしていた。Tシャツ発売の対決において、ちなみのチームが勝利した裏に嗅ぎ取った間宮の不正に関して、ちなみのブランドトップ就任を条件に公言しない事を約束させ、ブランドを去る。鏑木や間宮のコネを使いtatsuko yano japanが立ち直るきっかけを作り、その後資金問題で表舞台に立てないファッションデザイナーを支援する事業を興す。
マウンティングランキングは3位 → 3位 → 3位 → 2位 → 2位 → 2位 → 2位 → 10位 → 11位 → 12位 → 消滅

デザイナー
多武峰 凪子（とうのみね なぎこ）〈35〉
演 - ともさかりえ
TATSUKO YANOデザイナー → CLAP CLAP商品開発部 → TATSUKO YANOグループのデザイナー
ハングリーザウルス。若い頃からデザイナーを志望して、10社以上ものブランドで経験を積んで努力してきたが、センスが乏しいため、チーフになれず苦悩している。学生時代はチーマー達と懇意にしていたと自称しており、国木田の秘密を握るずる賢さを持つ。難なく様々なアイデアを出し仕事をかすめ取っていくナミ絵に嫉妬・憎悪していたが、ちなみの入社を機に、先に彼女を潰そうと目論む。アシスタントの大五郎をストレスの掃きだめにしている。気に入らないことがあると「凪子新聞」と称して、新聞の三面記事の見出しの様に、毒舌を心の声で並べる。自分が勝ち上がる為なら手段を選ばない。
マウンティングランキングは6位 → 7位 → 6位 → 6位 → 5位 → 5位 → 4位 → 3位 → 3位 → 3位 → 消滅
川島 ナミ絵（かわしま ナミえ）〈29〉
演 - シシド・カフカ
TATSUKO YANOデザイナー → NGS Holdingsカスタマーセンター → TATSUKO YANOグループのデザイナー
-546℃アイスドール。レミ絵より4歳年上の実姉。妹も頭が上がらない程、猟奇的で冷徹な性格。使える者は全て使う主義。凪子とは互いに憎み合っていた。しかし、6話で女子校の制服を作ることになった際にお互いのデザインを認め、それからはデザインを一緒に提出しに行く、ほぼ同時に出勤する、同じタイミングで瞬きをする、などふたりの仲が悪ければしないような行動が見られるようになった。ニューヨークの人気ブランドでインターン経験を積む。帰国後、自身のブランドを立ち上げる為、日本での人脈を築こうと入社。頭脳明晰・英語堪能・長い海外生活で培った高いデザインセンスを持つ。ちなみに対して、陰湿かつ残酷な仕打ちをする。内心では、レミ絵以上に強烈な罵詈雑言を吐く。
マウンティングランキングは4位 → 5位 → 4位 → 4位 → 3位 → 7位 → 7位 → 4位 → 4位 → 4位 → 消滅
須賀 さくら（すが さくら）〈26〉
演 - 倉科カナ
TATSUKO YANOアシスタントデザイナー → CLAP CLAP商品開発部 → tatsuko yano japanデザイナー → TATSUKO YANOグループのデザイナー
キューティースナイパー。福岡県福岡市出身。年上の人に取り入ることが非常に上手い。服飾専門学校時代の恩師のツテで、TATSUKO YANOに採用される。凪子とナミ絵の対立を面白がっている。隆太郎と密かに交際しており、彼との結婚を考えていたが取締役に降格処分になったことで見捨て、以降は間宮にアプローチを仕掛けている。内心では博多弁で毒を吐く。
ERENAがプロデュースするブランド・CLAP CLAPに異動させられ、そこでERENAによって自分のデザインを勝手に書き換えられてしまう事や他の社員がその現状を良しとする現状に絶望する。服が好きでデザイナーになる為なら、女を武器にする事すら厭わなかったが、その勝気さと根性の強さをちなみに見込まれる。tatsuko yano japanを立ち上げる過程で、自分のデザインが初めて報われる経験をしたことでちなみ達への敵意を捨てる。
マウンティングランキングは8位 → 9位 → 8位 → 8位 → 8位 → 12位 → JOKER → JOKER → 7位 → 7位 → 消滅（第6話では第二期初のJOKERとしてマウンティングから離脱して、第8話に戻る。）
冴木 大五郎（さえき だいごろう）〈25〉
演 - 中村倫也
アシスタントデザイナー。
デンジャラスチキン。 デザイナーを目指して入社。アシスタントとして真面目に働きたいと思っているが、凪子からチャンスをちらつかされる一方で、汚い仕事に加担させられたり、ストレスの捌け口にされたりと、精神的に追い詰められている。ちなみに矛先を向けた凪子の指示の下、彼女を窮地に陥れる。
ちなみへの妨害行為が露呈し、窮地を脱するためには「命賭けの仕事」をすることが大事だとちなみに諭されたことで、彼女に共感し味方をするようになる。ちなみが本当に追い詰められた時は彼氏を絶対探しだして連れてくることを約束し、本気の仕事を探すためにTATSUKO YANOを去る。後に樹を見つけ出し、ちなみにエアメールを送った。
佐丹野 結衣（さたの ゆい）〈19〉
演 - 山谷花純
インターン。
コケティッシュサタン。 世渡り上手で、社員達を嘲笑しながら毒づいている。職場で生き延びるために川島姉妹と共謀するが、レミ絵からは「ERENAの臭いがする」「サタン（悪魔）」と忌み嫌われている。次第に結束が生まれていくブランドに不満を持ち「悪女的行為」をしようとするも、ナミ絵達にことごとく潰され頭角を現すことはなかった。しかし、最後のファッションショーで思わぬ活躍をする。ちなみの退職後、自身を指差して「バカ女、ドロン！」と忍者の印を結び扉を閉めてオフィスを去った。
マウンティングランキングは不参加（第3話まで） → 11位 → 8位 → 8位 → 8位 → 10位 → 10位 → 消滅（目障りな者を排除するために本格的に動き出したことから、マウンティングランキングに12人目として加わった。）

プレス
荒巻 千冬（あらまき ちふゆ）〈40〉
演 - 小島聖
プレストップ → CLAP CLAP商品開発部 → プレストップ 。
ブルドーザークイーン。「自分の発言は全て正しい」「ブランドにおいて最も重要な地位はプレスで、そのトップに立つ自分の言うことには竜子も耳を傾ける」と思い込んでいたが、廣木が着任したことでその考えを完全に崩され、彼女に対して激しい憎悪を燃やし、以後彼女を陥れようとする。内心では、自身の思いを川柳に込めて詠む癖がある。ちなみを配下に置こうと躍起になる。業界内外問わず多くの人脈を持ち、顔が広い。
マウンティングランキングは5位 → 6位 → 5位 → 5位 → 4位 → 4位 → 5位 → 2位 → 8位 → 8位 → 消滅。
向井山 華（むかいやま はな）〈25〉
演 - 鈴木ちなみ
プレスアシスタント → CLAP CLAP商品開発部 → プレスアシスタント。
ゆるふわテロリスト。空気読みを得意と自負する。SNSで様々な情報を巧みにツイートする為、ファッション業界のフォロワーが多い。千冬のことは軽蔑しており、上司から疎まれているのを知りつつも笑顔で仕事をこなすが、心の中では「…ニャン」等、可愛く残酷な台詞を吐く。
マウンティングランキングは7位 → 8位 → 9位 → 7位 → 7位 → 11位 → 11位 → 7位 → 5位 → 5位 → 消滅。

パタンナー
矢吹 薫（やぶき かおる）〈38〉
演 - 市川実和子
パタンナー。
プライドデビル。パタンナーがいないとブランドは成立しないと自負しているが、それを表に出すことは格好悪いと考え、優秀な職人達が重宝されず後進が育たない日本の物作りに対してわざと悲観的な態度を取る。しかし、そんなファッション業界の現状にちなみが切り込んでくると、俄然プライドを刺激され、彼女を警戒する一方、他のデザイナー達には無い芯の強さを見抜き「只者ではない」と感じる。
マウンティングランキングは9位 → 10位 → 10位 → 9位 → 9位 → 9位 → 9位 → 5位 → 9位 → 9位 → 消滅。
新堂 吹雪（しんどう ふぶき）〈36〉
演 - 篠原ともえ
パタンナー。
コンプレックスキャット。自分にはデザインの才能があると過信しており、パタンナーとなった今でも自分のデザインを見てもらおうとデザイナー達に取り入ろうとする反面、彼女達に対して強いコンプレックスを抱える。ちなみが「有能な女」気取りで入って来たことで彼女に突っかかるが、基本的には矢吹と共にちなみに味方していた。
マウンティングランキングは10位 → 11位 → 11位 → 10位 → 10位 → 10位 → 10位 → 6位 → 6位 → 6位 → 消滅。
国木田 久志（くにきだ ひさし）〈21〉
演 - 岡本圭人
パタンナーインターン。
有名私立大学を卒業したばかりで、漠然とファッション業界に身を置きたいと考えているが、未だ将来設計は立て切れていない。女性社員達のマウンティングを嘲笑している。過去に危険ドラッグを買っていた秘密を凪子に握られている。

#### NGS Holdings
間宮と蘭子が協力し設立した大手アパレルブランド。だが後に莫大な負債を抱え、F&M Japanに売却される。
瀧川 蘭子（たきがわ らんこ）〈57〉
演 - 余貴美子
NGS Holdings CEO → CEO解任 → 副社長 → chinami yoshinari with orchid共同パートナー。
執念の雌タイガー。かつてはTATSUKO YANOで働き、駆け出しの頃から竜子を支えてきたが、経営方針で衝突して1年前に追い出される形で独立。間宮と共に、竜子に復讐しようと目論むも、竜子に政治家への不正な献金疑惑を問いただされ、CEOを更迭される。後に間宮には「ファッションセンス・ビジネスセンス・カリスマ性もないただの勘違い」と罵倒されていた。隆太郎の言葉でこれまでの行動を見直し、考え方を初心に戻しTATSUKO YANO (ORIGINAL)の副社長となる。全てが終わった後、竜子に「意識改革が必要」と諭されたことでTATSUKO YANOを去り、ちなみと共にchinami yoshinari with orchidの商売を始める。
マウンティングランキングは2位 → 1位 → 1位 → 1位 → 1位 → 1位 → 1位 → 11位 → 2位 → 2位 → 消滅。
間宮 充（まみや みつる）〈30〉
演 - 青柳翔
専務兼傘下のファストファッション社長 → CEO → CEO解任 → tatsuko yano japan社員 → 無職。
スマートハイエナ。 若い頃にIT業界で大成した後、ファッション業界で数々のブランドを再編し、NGS Holdingsを設立。その後、蘭子を新社長に迎える。マネーゲームに長け、その恵まれた容姿と頭脳で蘭子からは信頼だけではなく異性としても興味を持たれているが、本人はそれを利用している。ちなみを「興味深いホモ・サピエンス」と呼び、彼女を利用してTATSUKO YANOを潰そうとする。蘭子の更迭を期にNGS HoldingsのCEOを務める事となる。だが無理な事業拡大が祟って、莫大な負債を抱えた為、負債ごと会社をF&M Japanに売却した。 その後、ただ一つだけ売らなかったtatsuko yano japanの登記簿をちなみに渡し、自身もひげを剃り落としてちなみと共にtatsuko yano japanで働く。

#### その他
鏑木 サブロー
演 - 麿赤兒
ファッション界のフィクサー。NGS Holdings株主。
YURINA / 山内 友梨菜（やまうち ゆりな）
演 - 中川可菜
ファストファッションブランド・バタフライハニーメインモデル。廣木の実娘。名門お嬢様学校・私立雪谷大学附属女子高校生徒会長。実は実母が廣木であることを知っており、「廣木リカは娘を捨てて山内家から逃げた」と聞かされていた。

#### ゲスト
キャスト名横の表記は出演回。
第2話
実川
演 - 長谷川朝晴
実川縫製社長。
菅原 誠二
演 - 有福正志
熟練した縫製技術を持つ職人。
富子
演 - 和泉今日子
実川 正治
演 - 牧野好伸
竜子と親交があった実川縫製先代社長。
実川 トキ
演 - 清水のりこ
第3話
受付嬢
演 - 永尾まりや（当時AKB48）
間宮のNGS Holdingsで働いている受付嬢。

第4話
大久保 円香
演 - 知念里奈（第5話）
NGS Holdings総務部受付責任者。部下のちなみに雑用を押し付けるなど嫌がらせをする。元は子供服ブランド・モアキッズのプレス兼財務担当だったが、間宮に騙されて左遷された。そのことで間宮を恨んでいる。
西村
演 - 近江谷太朗（第5話）
佐野の第一秘書。ちなみに性的暴行を加えるために総務部倉庫へ呼び出すが、円香の裏切りで未遂に終わる。
茅野 麻紀
演 - 玄覺悠子
子供服ブランド・モアキッズチーフデザイナー。
佐野 愛子
演 - 瀬田ひろ美
次期経済産業大臣候補の衆議院議員。

第5話
高野 美咲
演 - 竹内友梨
ERENAプロデュースブランド・CLAP CLAPデザイナー。
高木
演 - 川井つと
高野の上司。

第8話
河瀬 春香
演 - 樋井明日香
末期がんを患う父が他界する前にウエディングドレス姿を見せたいと思っているが、日々の生活に逼迫している状況ではドレスを借りることもままならなかった。
河瀬 裕一
演 - 小澤亮太
春香の夫。
利雄
演 - 田口主将
春香の父。末期がん患者。

第9話
川島 ロミ男〈39〉
演 - ミッツ・マングローブ
川島家長男で、ナミ絵とレミ絵の兄。女装者であり、男扱いされることを嫌うため、妹たちからは「お姉様」と呼ばれている。母の言い付けで仲違いしていた妹たちを和解させるべくやって来た。
Niki
演 - Niki
tatsuko yano japanの服を着用し、『ファースト・クラス』の表紙を飾る。

## スタッフ

### 第1期（スタッフ）
- 脚本 - 渡辺千穂
- 音楽 - 野崎良太
- 演出 - 水田成英、樹下直美、小林和紘、及川博則、岡野宏信
- 主題歌 - KAT-TUN「In Fact」（ジェイ・ストーム）
- テーマソング - SOLIDEMO「Heroine」（avex trax）[37]
- ナレーション - LiLiCo[38]
- 演出補 - 岡野宏信、亀岡哲郎
- ファッション監修 - 軍地彩弓
- 劇中カバー写真 - 齋藤清貴
- キービジュアルデザイン - 吉良進太郎
- コピーライター - 須藤正晴
- 技術協力 - ビデオスタッフ
- 照明協力 - ザ・ホライズン
- ポスプロ - バスク
- 美術協力 - フジアール
- 協力 - ライズ
- 取材協力 - センディング、田代仁（ベレン・オリバー・オリベッティ[39]）、三橋利江、若梅、YASS
- 撮影協力 - クラフトハート トーカイ忠生店
- 編成企画 - 太田大
- 制作統括 - 清水一幸
- プロデューサー - 小林和紘、及川博則
- ラインプロデュース - 樋口徹、郷田悠
- プロデュース補 - 戸倉多佳子
- 制作 - フジテレビ
- 制作著作 - FCC

### I AM REMIE〜敏腕編集者レミ絵の多忙な1日〜（スタッフ）
- 監修 - 及川博則
- 構成作家 - 山内正之
- 演出 - 金只和史
- ナレーション - 山崎岳彦
- 映像・撮影協力 - 東京ガールズコレクション実行委員会
- 編成企画 - 太田大
- チーフプロデューサー - 時宗大、浅野澄美
- プロデューサー - 中村宏信、岡江美香子
- ディレクター - 名城ラリータ、萩原将司
- AD - 安藤珠美
- 制作 - FCC
- 制作著作 - フジテレビ

### 第2期（スタッフ）
- 脚本 - 及川博則
- 音楽 - 井筒昭雄
- 演出 - 西浦正記、宮脇亮、楢木野礼
- 主題歌 - 安室奈美恵「BRIGHTER DAY」（Dimension Point）[40]
- オープニングテーマ - SOLIDEMO「Rafflesia」（avex trax）[41]
- ナレーション - LiLiCo
- 演出補 - 楢木野礼、野口雄大
- タイトルバック - 三谷晋平
- フードコーディネーター - はらゆうこ
- 英訳お手伝い - 岡本圭人
- 株主総会監修 - 石井誠一郎
- 博多弁指導 - 高尾まみ
- ファッション監修 - 軍地彩弓
- 現場監修・制服製作・TYJTシャツ製作 - 出原明子
- 現場指導協力・衣装制作協力・TYJTシャツ製作 - 伊藤邦彦
- ドローイングブック&デザイン画 - 三沖直文、播本鈴二、笹谷美帆、相良哲也、岸本明子
- デザイン画（グラフィック・水墨画・TYJTシャツ製作） - 相良哲也
- 衣装提供 - MERCURYDUO、is、cheryl chee、REIJI HARIMOTO、old honey
- 制服製作・TYJTシャツ製作 - 播本鈴二
- 制服製作協力・ウエディングドレス製作・子供服製作 - 柳田明子
- TYJTシャツ製作 - 松川絵美
- ショー衣装デザイン - 三浦大地[42]
- ショー衣装制作 - HIROSUMI
- ファッションショー協力
  - 監修 - 籠谷友近、酒井文章
  - ヘア - Takashi Hoshi
  - メイク - CHINATSU
  - スタイリスト - Yoshi Miyamasu
- 編成企画 - 太田大
- プロデュース - 浅野澄美
- 協力プロデュース - 三田真奈美
- プロデュース補 - 川原井史子
- 制作 - フジテレビ
- 制作著作 - FCC

## 受賞
第1期
- 東京ドラマアウォード2014
  - 作品賞・優秀賞（連続ドラマ部門）

- 第81回ザテレビジョンドラマアカデミー賞
  - 助演女優賞（菜々緒）
  - ザテレビジョン特別賞（『ファースト・クラス』の副音声）

## 放送日程

### 第1期（土ドラ枠）
| 各話                                                      | 放送日  | サブタイトル                                               | 演出     | 視聴率 |
| --------------------------------------------------------- | ------- | ---------------------------------------------------------- | -------- | ------ |
| 第1話                                                     | 4月19日 | 女の格付け地獄開幕 虐げられるシンデレラ 沢尻以外、全員悪女 | 水田成英 | 06.5%  |
| 第2話                                                     | 4月26日 | 沢尻VS泥棒猫悪女 盗まれた企画書! もう許さない! 反撃開始    | 水田成英 | 09.1%  |
| 第3話                                                     | 5月03日 | 毒入りサンドの罠! 殺す気…? 沢尻もはや終了? いや大逆襲か    | 樹下直美 | 06.1%  |
| 第4話                                                     | 5月10日 | 今夜も悪魔の声炸裂 盗撮攻撃で性悪女逆襲 最狂の地獄絵図来た | 樹下直美 | 06.7%  |
| 第5話                                                     | 5月17日 | 地獄の底辺泥沼決戦 セレブVS最下位女! 最凶蛇女、牙を剥く    | 小林和紘 | 06.1%  |
| 第6話                                                     | 5月24日 | ドロドロ第一章今夜衝撃決着! 恋×友情=地獄! 蛇女は見た!      | 水田成英 | 08.8%  |
| 第7話                                                     | 5月31日 | お待たせしました! 第二章開幕で黒い沢尻解禁! 蛇女愛欲の罠   | 及川博則 | 07.8%  |
| 第8話                                                     | 6月07日 | 地獄の使者乱入で悪女肉弾戦! 死ぬのは誰?                    | 岡野宏信 | 08.9%  |
| 第9話                                                     | 6月14日 | 最終章は悪女W杯開幕! 頂点も結局地獄                        | 樹下直美 | 09.2%  |
| 最終話                                                    | 6月21日 | 歓喜のち地獄のち奇跡のち地獄の最悪最終回                   | 水田成英 | 10.3%  |
| 平均視聴率 8.0%（視聴率は関東地区、ビデオリサーチ社調べ） |         |                                                            |          |        |

- 関東地区の視聴率は最終話のみ10パーセント台を記録している。

### I AM REMIE〜敏腕編集者レミ絵の多忙な1日〜（2014年）
- 木曜0:55 - 1:55（水曜日深夜）。

| 放送日   | サブタイトル | 構成作家 | 演出     |
| -------- | ------------ | -------- | -------- |
| 10月02日 | -            | 山内正之 | 金只和史 |

### 第2期（水10ドラマ枠）
| 各話                                                      | 放送日   | サブタイトル                                                        | 演出     | 視聴率 |
| --------------------------------------------------------- | -------- | ------------------------------------------------------------------- | -------- | ------ |
| 第1話                                                     | 10月15日 | 狂気のサバイバル! 悪女沢尻VS10人の悪女 ファッション業界格付地獄開幕 | 西浦正記 | 8.8%   |
| 第2話                                                     | 10月22日 | シンデレラVS破壊女 デビュー作が白紙に! 黒幕は誰                     | 西浦正記 | 8.3%   |
| 第3話                                                     | 10月29日 | ついに最下位転落! キラキラ&ドロドロに虐げられるシンデレラ号泣の夜   | 宮脇亮   | 5.8%   |
| 第4話                                                     | 11月05日 | 沢尻、受付嬢に転落 大奥顔負けの女の園! トイレ掃除で涙の夜           | 宮脇亮   | 7.1%   |
| 第5話                                                     | 11月12日 | 私は日陰のゴーストデザイナー… 残酷悪女モデルが全てを奪う            | 西浦正記 | 7.1%   |
| 第6話                                                     | 11月19日 | デザイナー総選挙! お嬢様学校制服バトル… 母の告白、娘の涙            | 宮脇亮   | 5.8%   |
| 第7話                                                     | 11月26日 | 親友との涙の再会! それは地獄のはじまり 今は私を抱きしめて           | 西浦正記 | 5.1%   |
| 第8話                                                     | 12月10日 | 皆さん、さようなら 花嫁姿で涙のお別れ! そしてすべて失った           | 楢木野礼 | 6.2%   |
| 第9話                                                     | 12月17日 | シンデレラの魔法が解ける夜                                          | 宮脇亮   | 5.2%   |
| 最終話                                                    | 12月24日 | 悪女たちのXマス! 王子と涙の再会そして熱いキスの爆弾低気圧サヨナラ   | 西浦正記 | 6.5%   |
| 平均視聴率 6.6%（視聴率は関東地区、ビデオリサーチ社調べ） |          |                                                                     |          |        |

- 第3話は『プロ野球・SMBC日本シリーズ2014第4戦 ソフトバンク×阪神』放送延長により1時間40分繰り下げて放送。
- 12月3日は『2014 FNS歌謡祭』放送のため休止。